# Karel Dudesek
Karel Dudesek (* 1954 in Prag) ist tschechisch-österreichischer Medienkünstler und Professor an der Universität für angewandte Kunst Wien.

## Leben und Werk
Karel Dudesek wurde 1954 in Prag geboren und wuchs ab 1958 in Wien auf. Nach einer Buchbinderlehre ein Kunststudium an der Akademie für angewandte Kunst in Wien, an der Akademie der bildenden Künste Wien und der Kunstakademie Düsseldorf. Von 1996  bis 1998 war er Direktor von VanGoghTelevision Inc., das er mitbegründe hatte. In den Jahren von 1999 bis 2001 war er Gastprofessor an der Universität für angewandte Kunst in Wien und Leiter der Medienabteilung. Von 2001 bis 2009 arbeitete er als Professor an der Ravensbourne University London. Im Jahr 1999 wurde Dudesek Nachfolger von Peter Weibel in der Abteilung Vismed an der Universität für angewandte Kunst Wien.
Karel Dudesek arbeitete in den ersten Jahren mit Performances. Bekannt wurde er mit dem Projekt „Minus Delta T“. Er transportierte während der Ölkrise ein den 1970er Jahren ein Barrel Rohöl nach Bagdad. Anschließend brachte er Uniformen der US-amerikanischen Armee nach Polen. Ab den 1980er Jahren verlegte Dudesek seien Arbeit sind en virtuellen Raum und konzentrierte sich auf das Thema der Massenmedien und deren Einfluss auf die Gesellschaft. Im Jahr 1985 funktionierte Dudesek einen alten Bus zu einem mobilen Medienzentrum um und startete das Projekt  „Van Gogh TV“. Bei der Documenta IX (1992) realisierte Dudesek mit Van Gogh TV  ein hunderttägiges Fernsehprogramm und sendete täglich auf 3sat. Im Jahr 1996 schuf der Künstler mit „Worlds Within“ einen Chatraum die Olympischen Spiele in Atlanta.